# ヘイデン・ホップグッド
ヘイデン・ホップグッド（Hayden Hopgood、1980年7月30日 - ）は、ニュージーランドダニーデン出身のラグビー選手。

## プロフィール
- ポジションはフランカー(FL)。
- 身長 190cm、体重 110kg
- 日本代表キャップは11。（2015年8月現在）
- ニックネームはHopper。

## 来歴
シャーリーボーイズ高卒業後、スーパーラグビーのハリケーンズ、チーフスにそれぞれ所属しプレーした後、2009年よりトヨタ自動車ヴェルブリッツに加入し、5シーズンプレーした。
2009年9月5日に行われたジャパンラグビートップリーグ第1節のヤマハ発動機ジュビロ戦で途中出場ながら日本での公式戦初出場を果たす。
2014年3月日本代表に初選出され、同年4月釜石シーウェイブスに移籍。1シーズンプレーした。また同月に日本代表に選出され、2001年にクラブチームになって以降、釜石の選手が初めて日本代表に選ばれた。
2015年、ラグビーワールドカップ2015のバックアップメンバーに選出された。